# PLSCR2
PLSCR2‏ (Phospholipid scramblase 2) هوَ بروتين يُشَفر بواسطة جين PLSCR2 في الإنسان.